# X Games SnoCross
X Games Snocross — это компьютерная игра.

## Игровой процесс
Тематика игры — сноукросс. В игре доступны шесть трасс, игроки могут создавать своих собственных спортсменов. В игре также упоминаются спортсмены, действительно участвующие в соревнованиях X-Games по сноукроссу. Доступна одиночная игра (режимы «Аркада» и «Карьера»), а также многопользовательская игра с помощью Wi-Fi и Bluetooth. Для ускорения снегохода используется специальная кнопка, управление снегоходом осуществляется с помощью наклона. Во время нахождения в воздухе можно выполнить трюки и сальто.